# Elecciones federales de Alemania Occidental de 1953
Las elecciones federales de Alemania Occidental de 1953 tuvieron lugar el domingo 6 de septiembre del mencionado año con el objetivo de renovar los 509 escaños del Bundestag (Dieta Federal) para el período 1953-1957, con 22 delegados designados por la legislatura de Berlín Oeste. Serían las primeras elecciones realizadas después del fin de la ocupación aliada, y los primeros comicios que administrarían enteramente las nuevas autoridades soberanas del país.
En las elecciones la gobernante Unión o CDU/CSU (alianza electoral de la Unión Demócrata Cristiana y la Unión Social Cristiana de Baviera), liderada por el Canciller Konrad Adenauer, obtuvo un resonante triunfo con el 45.17% de los votos y 249 escaños, quedándose a tan solo 6 de obtener mayoría absoluta propia. El opositor Partido Socialdemócrata (SPD), aunque logró obtener más votos y escaños que en los anteriores comicios, experimentó una reducción porcentual y además se estancó en su anterior resultado, sin representar una amenaza coherente para la dominación oficialista. El Partido Democrático Libre (FDP), en coalición con la Unión desde 1949, también sufrió un declive y obtuvo el 9.54% de los votos, perdiendo 4 bancas.
Entre las minorías que obtuvieron buenos resultados, el Bloque Pangermánico/Liga de los Expulsados y Privados de Derechos (GH-BHE) obtuvo el 5.87% de los votos y 27 escaños, siendo el único partido nuevo de la jornada en obtener representación. El Partido Alemán (DP) y el Partido de Centro (Zentrum) perdieron mucho caudal de votos y vieron su representación reducida a 15 y 3 escaños respectivamente. Sin embargo, el hundimiento del Partido Comunista de Alemania (KPD), hasta entonces cuarta fuerza, fue sin duda el mayor de la jornada al estrellarse con el 2.21% de los votos y perder toda su presencia parlamentaria. Sería ilegalizado por el gobierno en 1956. Varios partidos estatales y minoritarios, junto con el KPD, se vieron diezmados por la institución de la cláusula del cinco por ciento, que ayudó a su vez a polarizar los comicios entre socialdemócratas y democratacristianos, con los liberales como tercera fuerza definitoria, generando el bipartidismo que ha regido la política alemana con pocas variaciones desde entonces.
A diferencia del anterior legislativo, que fue mucho más heterogéneo, el Bundestag de 1953 se vio dominado por las fuerzas conservadoras, que obtuvieron el 68.18% de los escaños parlamentarios. El SPD fue el único partido de corte progresista en lograr acceder al legislativo en estas elecciones, aunque lo hizo muy débilmente. Aunque solo necesitaba el voto favorable de 6 diputados para ser reelegido por sí solo, Adenauer formó una coalición muy amplia con todas las minorías de la cámara (salvo el SPD), marginando a su única oposición y asumiendo un segundo mandato como Canciller Federal.
Según un estudio del Berlin Document Center, 129 de los 509 diputados electos fueron alguna vez afiliados al Partido Nacionalsocialista Obrero Alemán (NSDAP).

## Antecedentes

### Gobierno de Adenauer
Konrad Adenauer llegó al poder en 1949 obteniendo una victoria electoral sumamente estrecha (31.01% de los votos) y manteniendo una coalición con el Partido Democrático Libre (FDP) y el Partido Alemán (DP). Al momento de su elección, debido a su endeble posición electoral y a su edad avanzada (73 años al momento de ser juramentado) se lo veía como un Canciller interino, cuyo gobierno duraría poco tiempo. Sin embargo, sus políticas de reconstrucción económica, que llevaron al milagro económico alemán, rápidamente hicieron descartar esas ideas, perfilando a Adenauer como el "estadista más anciano que jamás ha sido electo". Para 1953, con la instauración de la República Democrática Alemana en el país vecino, y la Guerra Fría en su máximo punto de tensión, se creía que Adenauer sería fácilmente reelegido.

### Reforma electoral
Al momento de realizarse los comicios de 1949, los arreglos hechos por las autoridades de la ocupación aliada tenían como objetivo que el gobierno alemán fuera lo más débil posible, instituyéndose un sistema estrictamente parlamentario (eliminándose el semipresidencialismo previo al régimen nazi) bajo un sistema de representación proporcional estricto que produciría inevitablemente una sobrerrepresentación de las minorías. Una vez realizados los comicios, y con consentimiento de la mayoría de los grandes partidos políticos, se decidió instituir una serie de reformas que restringieran ligeramente el acceso al parlamento para los partidos más pequeños, y permitieran dotar al Bundestag de mayorías efectivas que garantizaran la gobernabilidad.
Las elecciones de 1953 serían los primeros comicios realizados bajo la nueva Ley Electoral recién establecida, que preveía un sistema de representación proporcional mixta con un sistema de doble voto, el voto para candidatos directos (Erststimme) y el voto para la lista completa del partido completa (Zweitstimme). 242 escaños serían elegidos mediante escrutinio mayoritario uninominal, y los demás 245 mediante representación proporcional por listas. También entró en vigor a partir de esta elección la cláusula del cinco por ciento a nivel nacional, que exigía a las fuerzas contendientes obtener al menos un 5% de los votos emitidos para acceder a la representación propoprcional sin triunfar en ningún distrito uninominal. En las anteriores elecciones, la cláusula estuvo en vigor pero a nivel estatal, es decir, que los partidos debían recibir el 5% de los votos en un estado para recibir representación.
Otra cláusula importante fue la cláusula del mandato básico, que consistía en que los partidos que no hubiesen obtenido el 5% de los votos pero si un número determinado de candidatos electos directamente en distritos (mandatos directos), podrían obtener representación parlamentaria, ya que al obtener estos mandatos directos, se le asignaría de esta manera al partido una cantidad de escaños en proporción a su cantidad de votos de lista. Solo en estas elecciones, y posteriormente en las de 1957 y 1994, se utilizaría esta cláusula a nivel federal, y no solo en algunos estados. El número de mandatos directos requeridos para obtener representación parlamentaria fue de tres mandatos hasta 1957, aunque anteriormente solo era requerido un mandato. A nivel estatal, los estados que la implementaran podían variar la cantidad de mandatos directos requeridos.

## Campaña

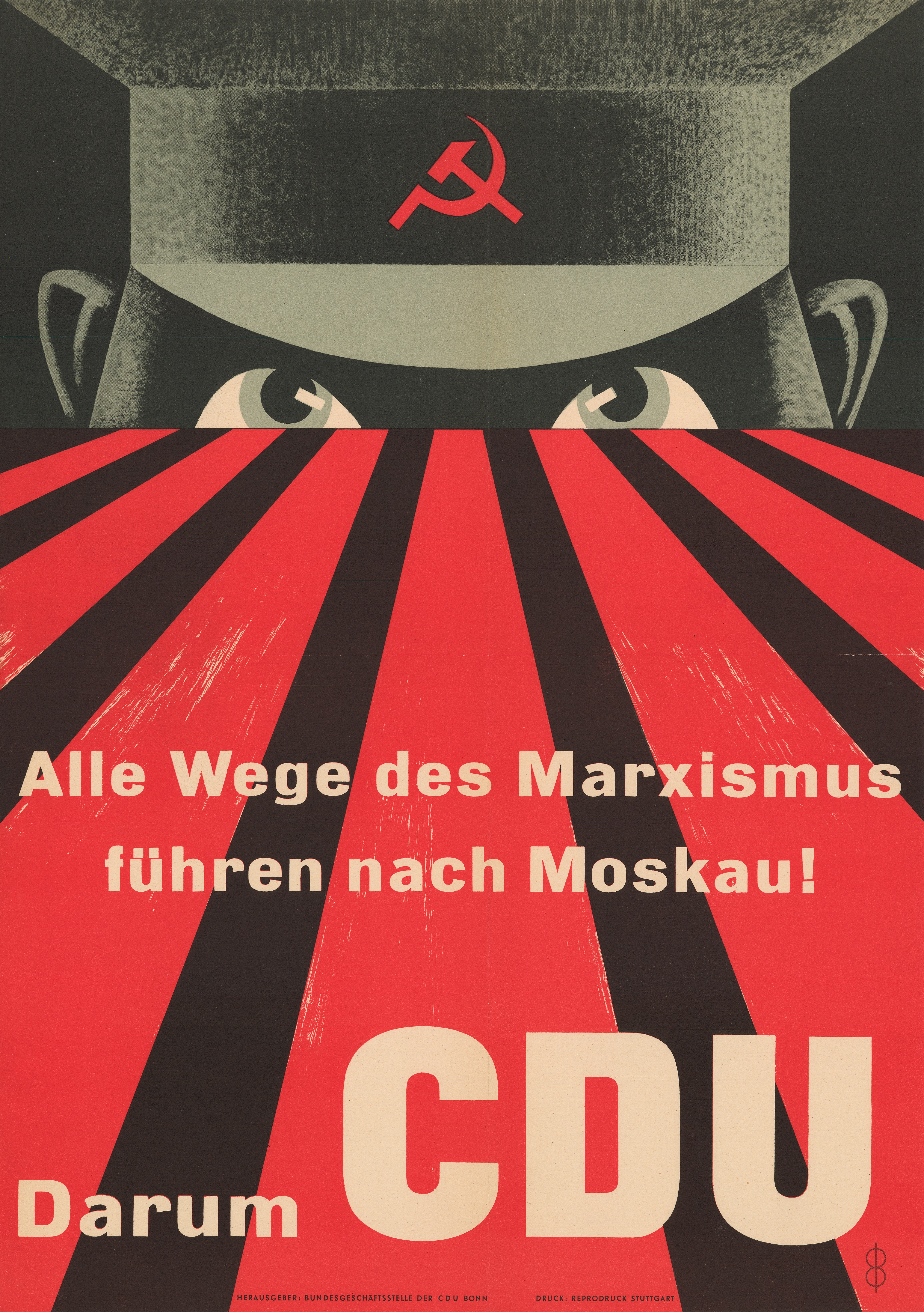
En alemán: "Todos los caminos del marxismo conducen a Moscú. Por lo tanto, CDU."

La alianza CDU/CSU hizo campaña centrándose en las exitosas políticas de reconstrucción económica, que estaban teniendo un rumbo favorable, con un alto crecimiento a mediados de 1953. Adenauer defendió el conservadurismo social moderado y las buenas relaciones del país con Occidente. Cuestionó a todas las fuerzas políticas ajenas a la democracia cristiana, calificando a los socialdemócratas como comunistas encubiertos. A lo largo del año 1953 se publicaron numerosos afiches electorales que retrataban el daño que el marxismo causaba en el mundo, planteando a la democracia cristiana como la única alternativa viable.
Un afiche electoral de la CDU para las elecciones de 1953, que a la posterioridad sería particularmente cuestionado, retrataba la tétrica caricatura de un soldado del Ejército Rojo soviético mirando por encima de un horizonte negro y rojo, con la inscripción debajo: "Alle Wege des Marxismus führen nach Moskau" (Todos los caminos del Marxismo conducen a Moscú) y debajo Darum CDU (Por lo tanto, CDU). Este afiche fue denunciado como un exceso por varios críticos, acusando a Adenauer de abusar del miedo al marxismo de la mayoría de la población, y que las acusaciones infundadas contra el SPD ponían en juego el consenso democrático imperante en la joven República Federal. Aunque al momento de las elecciones el SPD tenía un tono cada vez más anticomunista, la condena asociativa fue uno de los detonantes para que el partido renunciase a los últimos vínculos marxistas de su programa electoral en 1959.
El SPD se mostraba más moderado ideológicamente a medida que la Guerra Fría avanzaba y sobre todo luego de la muerte de su antiguo líder, Kurt Schumacher, en 1952, considerado mucho más nacionalista y socialista. Su nuevo candidato a Canciller Federal, Erich Ollenhauer, apoyaba la formación de una alianza militar estratégica de la que Alemania formara parte. No se opuso, en principio, a la presencia militar de los Estados Unidos en Europa Occidental.
Sin embargo, la campaña de las fuerzas progresistas o izquierdistas se vio prácticamente destruida el 17 de junio de 1953, cuando el gobierno de la República Democrática Alemana (RDA) aplastó una rebelión popular en ciernes. Adenauer utilizó exitosamente la rebelión aplastada en el estado oriental para apelar al miedo de los votantes, atrayendo muchas adhesiones de centristas o liberales que utilizaron a la CDU como voto táctico.

## Resultados
El grupo CDU/CSU obtuvo una resonante victoria con 249 de los 509 escaños contra los solamente 162 del Partido Socialdemócrata. El Partido Democrático Libre logró 53 bancas y se ubicó tercero. Efectivamente, las nuevas cláusulas a la ley electoral depuraron a una gran cantidad de partidos minoritarios que habían logrado la representación en los anteriores comicios, generando un legislativo aún sin mayoría pero mucho más homogéneo, con tan solo tres fuerzas superando los 50 escaños. El Partido de Centro y el Partido Alemán lograron acceder al parlamento gracias a la cláusula del mandato básico, siendo los únicos dos partidos representados en el Bundestag que no habían superado el 5% de los votos. A pesar de que solo necesitaba el apoyo de seis diputados de otro partido para ser reelegido, Adenauer decidió formar un gobierno de coalición mucho más grande, que incluyera a todos los partidos políticos excepto el SPD, contando con mayoría de dos tercios en la legislatura.
Con respecto al voto popular, las cláusulas restrictivas parecieron lograr que el electorado se polarizara entre la Unión y el Partido Socialdemócrata, logrando ambos el 74.01% de los votos los dos juntos, la primera ocasión en la historia electoral alemana en la que dos fuerzas políticas capitalizaban juntas dos tercios de los sufragios. El Partido Democrático Libre, aunque experimentó un revés, continuó gozando de su papel definitorio dentro del Bundestag como tercera fuerza, reuniendo el 9.54%.
|  | 34.80 % |

|  | 36.36 % |

|  | 8.91 % |

|  | 8.81 % |

|  | 43.71 % |

|  | 45.17 % |

|  | 29.55 % |

|  | 28.84 % |

|  | 10.78 % |

|  | 9.54 % |

|  | 5.86 % |

|  | 5.87 % |

|  | 3.90 % |

|  | 3.25 % |

|  | 2.22 % |

|  | 2.21 % |

|  | 1.45 % |

|  | 1.69 % |

|  | 1.04 % |

|  | 1.16 % |

|  | 0.74 % |

|  | 1.07 % |

|  | 0.20 % |

|  | 0.79 % |

|  | 0.28 % |

|  | 0.26 % |

|  | 0.16 % |

|  | 0.16 % |

|  | 0.02 % |

|  | 0.01 % |

|  | 0.00 % |

|  | 0.06 % |

|  | 96.63 % |

|  | 96.74 % |

|  | 3.37 % |

|  | 3.26 % |

|  | 100.00 % |

|  | 100.00 % |

|  | 85.99 % |